# Semiothisa paranora
Semiothisa paranora är en fjärilsart som beskrevs av Holloway 1982. Semiothisa paranora ingår i släktet Semiothisa och familjen mätare. Inga underarter finns listade i Catalogue of Life.